# Пашман
Пашман (на хърватски: Pašman) е остров в централната част на Хърватия край Далматинското крайбрежие южно от Задар.

## География
Остров Пашман има площ 63,34 км² и дължина на бреговата линия 65,3 км. Отделен е от континента чрез Пашманския пролив, чиято ширина е 2 до 3 км, а дължината над 20 км. В акваторията му лежат множество малки живописни островчета. Посоката на морските течения се променя на всеки шест часа, което спомага за запазване извънредната чистота и прозрачност на водата в пролива. Пашманският пролив е предпочитано място за любителите на водните спортове и особено на уиндсърфинга.
Пашман е отделен от съседния остров Углян чрез тесния пролив Ждрелац, който в миналото е бил толкова плитък, че е можело да се премине пеша. През 1883 г. е бил разширен, така че днес е достъпен за малки плавателни съдове. От 1973 г. през Ждрелац е изграден и мост, свързващ Пашман с Углян чрез автомобилен транспорт.
В западна посока от Пашман се намират островът Дуги оток и архипелагът Корнати.
В Пашманския пролив е разположен и остров Галешняк, станал известен през 2009 г., когато малко преди деня на Свети Валентин потребителите на Google Earth забелязали любопитния факт, че формата му напомня сърце.

## Население
На територията на острова има 11 села, най-големите от които са Ткон и Пашман, градове няма. Населението през 2011 г. е било 2845 души. Традиционно жителите на острова се занимават с риболов, лозарство и туризъм.

## Забележителности
Пашман се слави като най-зеленият остров по Адриатическото крайбрежие. На северната му страна, обърната към континента, има красиви пясъчни плажове и борови гори. Южната половина изобилства от недокоснати места, чиста девствена природа и множество заливи с изглед към Корнати. В тази част на острова липсват пътища.
На острова има два манастира – бенедиктинският „Св. Козма и Дамян“ близо до Ткон от 1059 г. и францисканският „Св. Домниус“ от 1392 г. до село Край.